# Okręg wyborczy Dunkley
Okręg wyborczy Dunkley (ang. Division of Dunkley) – jednomandatowy okręg wyborczy do Izby Reprezentantów Australii, położony w stanie Wiktoria.
Pierwsze wybory odbyły się w nim w 1984 roku, a jego patronem jest Louisa Margaret Dunkley.
Od 2016 roku posłem z tego okręgu był Jodie Belyea z Australijska Partia Pracy.

## Lista posłów
Lista posłów z okręgu Dunkley:
| okres urzędowania | poseł          | przynależność              |
| ----------------- | -------------- | -------------------------- |
| 1984–1990         | Bob Chynoweth  | Australijska Partia Pracy  |
| 1990–1993         | Frank Ford     | Liberalna Partia Australii |
| 1993–1996         | Bob Chynoweth  | Australijska Partia Pracy  |
| 1996–2016         | Bruce Billson  | Liberalna Partia Australii |
| od 2016           | Chris Crewther | Liberalna Partia Australii |